# Nephrotoma dewittei
Nephrotoma dewittei är en tvåvingeart som beskrevs av Alexander 1956. Nephrotoma dewittei ingår i släktet Nephrotoma och familjen storharkrankar. Inga underarter finns listade i Catalogue of Life.